# Payam Niazmand
Payam Niazmand (in persiano پیام نیازمند‎; Fardis, 6 aprile 1995) è un calciatore iraniano, portiere del Persepolis e della nazionale iraniana.

## Biografia
Nel gennaio 2023 ha utilizzato i premi ricevuti dalla federazione iraniana per la partecipazione ai Mondiali 2022 per pagare la cauzione a 20 persone detenute dallo stato per le proteste contro il regime.

## Carriera

### Club
Il 12 luglio 2021 si trasferisce al Portimonense, con cui firma un contratto di 3 anni con clausola rescissoria pari a 10 milioni di euro.

### Nazionale
Con la nazionale iraniana, ha preso parte alla Coppa d'Asia 2019.
Convocato per disputare la fase finale del campionato del mondo 2022, ha vestito il ruolo di riserva dei colleghi Alireza Beiranvand e Hossein Hosseini: l'Iran è stato poi eliminato al primo turno, in seguito alla sconfitta per 1-0 contro gli Stati Uniti nell'ultimo match del girone.

## Statistiche

### Cronologia presenze e reti in nazionale
| Cronologia completa delle presenze e delle reti in nazionale ― Iran | Cronologia completa delle presenze e delle reti in nazionale ― Iran | Cronologia completa delle presenze e delle reti in nazionale ― Iran | Cronologia completa delle presenze e delle reti in nazionale ― Iran | Cronologia completa delle presenze e delle reti in nazionale ― Iran | Cronologia completa delle presenze e delle reti in nazionale ― Iran | Cronologia completa delle presenze e delle reti in nazionale ― Iran | Cronologia completa delle presenze e delle reti in nazionale ― Iran |
| Data                                                                | Città                                                               | In casa                                                             | Risultato                                                           | Ospiti                                                              | Competizione                                                        | Reti                                                                | Note                                                                |
| ------------------------------------------------------------------- | ------------------------------------------------------------------- | ------------------------------------------------------------------- | ------------------------------------------------------------------- | ------------------------------------------------------------------- | ------------------------------------------------------------------- | ------------------------------------------------------------------- | ------------------------------------------------------------------- |
| 8-10-2020                                                           | Tashkent                                                            | Uzbekistan                                                          | 1 – 2                                                               | Iran                                                                | Amichevole                                                          | -1                                                                  |                                                                     |
| 28-3-2023                                                           | Teheran                                                             | Iran                                                                | 2 – 1                                                               | Kenya                                                               | Amichevole                                                          | -                                                                   | 46’                                                                 |
| 13-6-2023                                                           | Biškek                                                              | Iran                                                                | 6 – 1                                                               | Afghanistan                                                         | CAFA Nations Cup 2023 - 1º turno                                    | -1                                                                  | 76’                                                                 |
| 20-6-2023                                                           | Tashkent                                                            | Uzbekistan                                                          | 0 – 1                                                               | Iran                                                                | CAFA Nations Cup 2023 - Finale                                      | -                                                                   | 11’                                                                 |
| 7-9-2023                                                            | Plovdiv                                                             | Bulgaria                                                            | 0 – 1                                                               | Iran                                                                | Amichevole                                                          | -                                                                   | 23’                                                                 |
| 12-9-2023                                                           | Teheran                                                             | Iran                                                                | 4 – 0                                                               | Angola                                                              | Amichevole                                                          | -                                                                   |                                                                     |
| 5-1-2024                                                            | Kish Island                                                         | Iran                                                                | 2 – 1                                                               | Burkina Faso                                                        | Amichevole                                                          | -                                                                   | 46’                                                                 |
| 9-1-2024                                                            | Al Rayyan                                                           | Iran                                                                | 5 – 0                                                               | Indonesia                                                           | Amichevole                                                          | -                                                                   | 46’                                                                 |
| 6-6-2024                                                            | Hong Kong                                                           | Hong Kong                                                           | 2 – 4                                                               | Iran                                                                | Qual. Mondiali 2026                                                 | -2                                                                  |                                                                     |
| Totale                                                              |                                                                     | Presenze                                                            | 9                                                                   |                                                                     | Reti                                                                | -4                                                                  |                                                                     |

## Palmarès
- Supercoppa d'Iran: 1

Sepahan: 2024